# Childrena childreni
Childrena childreni is een vlinder uit de familie van de Nymphalidae. De wetenschappelijke naam van de soort is voor het eerst geldig gepubliceerd in 1831 door Gray.